# Königliche Akademie der Wissenschaften und Schönen Künste von Belgien
Königliche Akademie der Wissenschaften und Schönen Künste von Belgien bedeutet meistens
- die auf das Jahr 1769 zurückgehende, 1772 per Dekret der Kaiserin Maria Theresia zur Caesarea ac Regia Scientiarum et Litterarum Academia Bruxellis (Kaiserlichen und Königlichen Akademie der Wissenschaften in Brüssel) erhobene, und infolge der Staatsreform von 1970 im Jahr 1971 aufgeteilte belgische Königliche Akademie der Wissenschaften. Durch die Teilung von 1971 entstanden:
- Die französischsprachige Nachfolgeorganisation Académie royale des Sciences, des Lettres et des Beaux-Arts de Belgique (ARB) („Königliche belgischen Akademie der Naturwissenschaften, Geisteswissenschaften und Schönen Künste“)
- Die gleichrangige niederländischsprachige Nachfolgeorganisation Koninklijke Vlaamse Academie van België voor Wetenschappen en Kunsten (KVAB) („Königliche flämisch-belgische Akademie für Wissenschaften und Künste“).
- Die 2001 von diesen beiden Akademien gegründete Koordinierungsvereinigung The Royal Academies for Science and the Arts of Belgium (RASAB) („Die belgischen königlichen Akademien für Wissenschaften und Kunst“).

Anmerkungen
- Die nicht selten mit ARB verwechselte ARBA, Académie royale des Beaux-Arts de Bruxelles („Königliche Kunstakademie“) ist eine in Brüssel angesiedelte Hochschule.
- Koninklijke Academie voor Schone Kunsten (KASK) („Königliche Kunstakademie“) ist die Bezeichnung für mehrere flämische Ausbildungseinrichtungen für bildende Kunst auf Hochschulebene. Wegen der Zweisprachigkeit Belgiens kann jede dieser Institutionen auch als „Académie royale“ aufscheinen.